# Diaulula punctuolata
Diaulula punctuolata is een slakkensoort uit de familie van de Discodorididae. De wetenschappelijke naam van de soort is voor het eerst geldig gepubliceerd in 1837 door d'Orbigny.